# Парламент Каталонии
Парламент Каталонии (кат. Parlament de Catalunya, МФА: [pərɫəˈmen kətəˈɫuɲə də]) является однопалатным законодательным органом Каталонии (Испания). Парламент образован из 135 членов («diputats»), которые избираются каждые четыре года или после досрочного роспуска. Избираются путём всеобщего голосования. Здание парламента находится в парке Сьютаделья. Представительство непрямое, действует опосредованная коллегия выборщиков. Голосование в 135-местный парламент хотя и осуществляется тайно на основе всеобщего избирательного права, три нестоличных, но преимущественно каталаноязычных региона выбирают в местный Парламент на 15 больше депутатских мест, чем этого можно было ожидать, исходя из их пропорционального демографического веса. В Каталонии выделяют четыре многомандатных избирательных округа — Барселона (85 кресел), Таррагона (18), Жирона (17) и Лерида (15). По итогам выборов депутатские кресла распределяются между списками кандидатов пропорционально голосам, поданным за списки кандидатов.

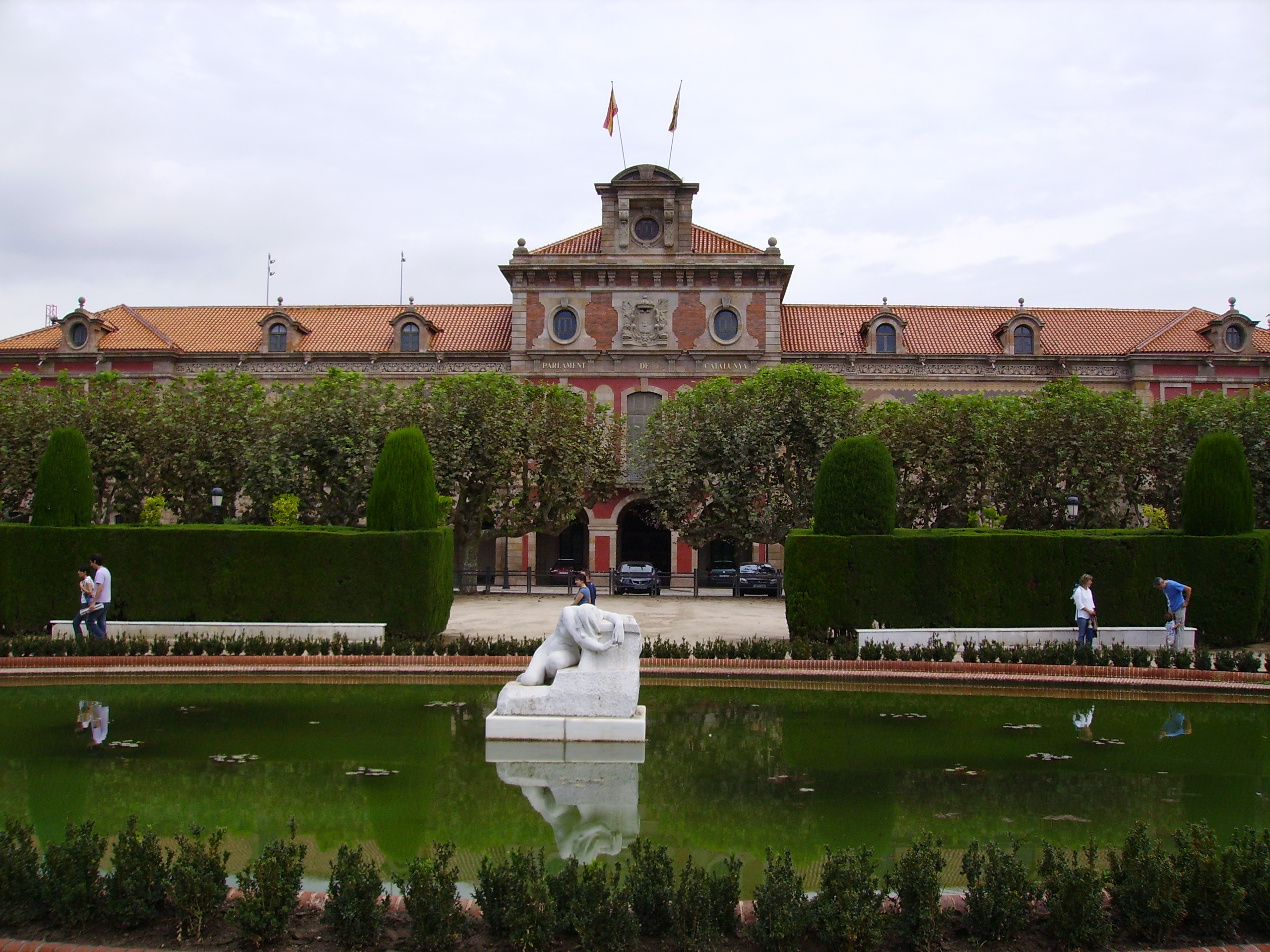
Здание парламента Каталонии